# 凯瑟琳·蒙瓦森
凯瑟琳·德沙耶，蒙瓦森夫人（法語：Catherine Deshayes，Madame Monvoisin，1640年？月？日—1680年2月22日），一般通稱拉·瓦森（法語：La Voisin）是法國國王路易十四時期的算命師、占卜師、受委託投毒者和所謂巫術的專業提供者。她是巴黎算命師的負責人，向貴族階層提供毒藥、春藥、墮胎、所謂的魔法服務和安排黑彌撒，並成為著名的投毒事件的核心人物。她所謂的委託黑魔法和毒藥謀殺組織疑似殺害了1,000人，但據信可能有超過2,500人被謀殺。

## 生平
人們對凱瑟琳·德沙耶的早年生活知之甚少。她小時候就學會了算命，後來嫁給了安托萬·蒙瓦森 (Antoine Monvoisin)，後者是一位活躍的珠寶商和絲綢商人，在巴黎的 Pont-Marie 擁有一家商店。
當她丈夫的貿易生意破產時，拉·瓦森靠著練習手相術和面相術來養家糊口。除了算命師之外，她還積極擔任助產士，並發展成為提供墮胎服務。她的算命師生意逐漸發展到製造和銷售所謂的魔法物品和魔藥、安排黑彌撒、出售春藥和毒藥，以從客戶對未來的願望中獲利。
從1660年代末開始，拉·瓦森成為了一位富有且著名的算命師，客戶包括法國最高貴族。她的客戶包括蘇瓦松伯爵夫人奧蘭普·曼奇尼；布永公爵夫人瑪麗·安妮·曼奇尼；伊麗莎白·格拉蒙伯爵夫人和盧森堡公爵法蘭索瓦·亨利·德·蒙莫朗西。
她住在格拉瓦河畔（Gravois）的維勒納夫（Villeneuve），整天接待客戶，晚上在花園裡用小提琴演奏派對，招待巴黎上流社會。拉瓦森經常參加巴黎大學校長、詹森主義神父聖阿穆爾教堂（the church of the Jansenist abbé de Sant-Amour）的禮拜活動，她女兒的教母是貴婦德拉羅什·吉永夫人（Mme de la Roche-Guyon）。
她養活了一家六口，包括她的丈夫、母親和孩子。據了解，她至少有六位情人：劊子手安德烈·紀堯姆（Andre Guillaume）、拉圖爾先生（Monsieur Latour）、庫塞朗子爵（vicomte de Cousserans）、拉巴蒂伯爵（the count de Labatie）、煉金術士布萊西斯（Blessis）、建築師福謝（Fauchet）和魔術師亞當·勒薩奇（Adam Lesage）。亞當·勒薩奇一度試圖引誘她殺死她的丈夫，雖然他最初成功，但她改變了主意並中止。
拉·瓦森對科學和煉金術很感興趣，並資助了多個私人項目和企業，其中一些是由試圖欺騙她的騙子炮製的。眾所周知，她患有酗酒，顯然受到拉圖爾的虐待，並與她的競爭對手、投毒者瑪麗·博斯發生幾次衝突。

### 墮胎提供者
拉·瓦森顯然開始將當時非法的墮胎納入她作為助產士的服務範圍內，以營利為目的，她的客戶包括富有的貴族成員。她有一個為她工作的墮胎服務提供者，尤其是凱瑟琳·萊佩爾，她表示她從拉瓦森那裡接收客戶，拉·瓦森將客戶推薦給她，並收取大部分利潤作為費用。
瑪麗·博斯聲稱，在懷孕後期流產的胎兒被放在拉·瓦森家的熔爐中燒毀並埋在她家的花園裡。然而，由於路易十四下令不得進一步追究拉·瓦森家中與墮胎有關的部分，她的這部分是調查最少且不為人知的部分，因此瑪麗·博斯的說法仍未得到證實。

### 算命
拉·瓦森後來說，作為一名算命師，她只是利用並發展了上帝給她的東西。她表示，她九歲時就學會了算命，當她的丈夫破產後，她決定靠算命來獲利。
她透過研究現代生理學方法發展了自己的藝術，並透過研究客戶的面相和手相來預測他們的未來。
她花了很多錢來營造一種氛圍，讓她的客戶更願意相信她的預言：例如，她為顧客設計了一件特殊的深紅色天鵝絨長袍，上面繡著金鷹，價格為1500里弗爾。
1665年或1666年，她的占卜受到了聖文森特·德·保羅傳教會的質疑，她被傳喚接受詢問，但拉·瓦森在索邦大學的教授面前成功地為自己辯護，並被允許繼續她的生意。

### 職業巫術
她的算命師生意逐漸發展成所謂的專業黑魔法生意。在她擔任算命師的過程中，她注意到客戶對未來的願望有相似之處：幾乎所有人都希望有人愛上他們，希望有人去世以便他們可以繼承遺產，或者希望他們的配偶去世以便他們繼承遺產。
拉·瓦森決定透過提供所謂的魔法服務來實現客戶的願望，從他們的願望中獲得經濟利益。最初，她告訴她的客戶，如果這也是上帝的旨意，他們的願望就會實現。其次，她開始向她的客戶推薦一些可以讓他們夢想成真的行動。這些行動最初是為了參觀某個特定聖人的教堂；然後她開始賣護身符，漸漸地，她推薦了越來越多所謂的魔法物品或各種儀式。
對於那些希望有人愛上自己的客戶，她製造了愛情粉末：蟾蜍的骨頭、鼴鼠的牙齒、西班牙蒼蠅、鐵屑、人血和木乃伊以及人類遺骸的灰塵也被認為是拉·瓦森調製的愛情粉末的成分之一。
最後，她推薦的最激進和最昂貴的做法是黑彌撒，她為客戶安排了牟利活動，期間客戶可以向撒旦祈禱，讓他們的願望成真。在其中一些彌撒中，一名婦女充當人類祭壇（an altar），在祭壇上放置了一個碗，一個嬰兒被舉在碗上方，並將嬰兒的血倒入碗中。所涉及的嬰兒是否真的在這次事件中被殺死，或者嬰兒是否已經因自然原因（例如死產）而死亡，可能會有所不同。
她有幾位同事為她安排和參與她的專業魔法服務，特別是亞當·勒薩奇（Adam Lesage），他執行了所謂的魔法任務；還有主持黑彌撒的艾蒂安·吉布神父和馬裡奧特神父。

### 毒藥委託
拉·瓦桑最終從所謂的魔法藥水、護身符和儀式，轉向向那些希望某人愛上它們的人出售春藥，並向那些希望某人死去的人提供致命的毒藥。
毒藥藝術（the art of poisoning）當時已成為一門常規科學，部分由完美的義大利職業女性投毒者朱莉婭·托法納所為，她比拉·瓦森早了幾十年。拉·瓦森為她的客戶提供了各種各樣的毒藥，並擁有一個為她工作的毒藥提供者，特別是藥劑師凱瑟琳·特里亞農。

### 與蒙特斯龐侯爵夫人的聯繫

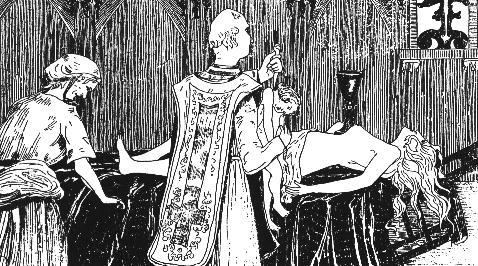
在亨利·德·馬爾沃斯特（Henry de Malvost）1895年的版畫中，凱瑟琳·蒙瓦森和艾蒂安·吉布神父為蒙特斯龐夫人（躺在祭壇上）表演黑彌撒

拉瓦森最重要的客戶是法國國王路易十四的皇室情婦蒙特斯龐侯爵夫人。他們的聯繫通常是透過蒙特斯潘的同伴克洛德·德·萬·德·西萊進行的。據稱，蒙特斯龐於1667年僱用了拉·瓦森來安排一場黑彌撒。這場彌撒是在坦內里街（Rue de la Tannerie）的一所房子裡舉行的。亞當·勒薩奇和馬裡奧特神父主持了儀式，而蒙特斯潘則祈禱贏得國王的愛。同年，蒙特斯龐成為國王的正式情婦。此後，每當她與國王的關係出現問題時，她都會僱用拉·瓦森。
1673年，當國王對蒙特斯龐的興趣似乎消退時，蒙特斯龐再次僱用拉森，後者提供了一系列由艾蒂安·吉布主持的黑彌撒。至少有一次，蒙特斯龐本人在彌撒期間充當了人類祭壇。拉瓦森也向蒙特斯龐提供了一種春藥，蒙特斯龐用它來給國王下藥。在國王與蘇比斯夫人（Madame de Soubise）的風流韻事期間，蒙特斯龐使用了由拉·瓦森的同事弗朗索瓦斯·菲拉斯特提供、由諾曼第的路易斯·加萊（Louis Galet）製造的春藥。
1677年，蒙特斯龐明確表示，如果國王拋棄她，她將殺死他。 1679年，當國王與安吉利克·德豐唐熱 (Angélique de Fontanges)交往時，蒙特斯龐找到拉·瓦森，要求她殺死國王和豐唐熱 (Fontanges)。拉·瓦森猶豫了一下，但最終被說服同意。在她的同事凱瑟琳·特里亞農的家裡，拉·瓦森與投毒者特里亞農（Trianon）、貝特朗（Bertrand）和[[w:Romani (adventurer)|羅馬尼}}（Romani）（最後一個是她女兒的未婚夫）一起制定了刺殺國王的計劃。特里亞農不願參與，並試圖透過為她創造一筆不幸的財富來讓她改變主意，但拉·瓦森拒絕改變主意。該組織決定在一份請願書中投毒，將其交付給國王本人，從而謀殺國王。
1679年3月5日，拉·瓦森拜訪了聖日耳曼宮廷並遞交了請願書。然而，那天請願的人太多了，國王沒有接受他們的請願，這挫敗了她的計劃。當她回到巴黎的家中時，她受到了一群僧侶的嚴厲斥責。她把請願書交給了女兒瑪格麗特·蒙瓦森並要求她燒掉，而她也這麼做。第二天，她計劃在彌撒後拜訪凱瑟琳·特里亞農，計劃下一次針對路易十四的謀殺企圖。

### 逮捕
國王的弟媳奧爾良公爵夫人的死被錯誤地歸咎於毒殺，而布蘭維利耶侯爵夫人（1676年被處決）及其同伙的罪行仍然在公眾心目中記憶猶新。同時，發生了一場騷亂，人們指責女巫為黑人群眾綁架兒童，牧師報告說，越來越多的人在懺悔中承認投毒。
1677 年，算命師瑪格德萊娜·德拉格蘭奇因投毒被捕，並聲稱她掌握了有關高度重要犯罪的資訊。1679年1月，成功的算命師兼投毒者瑪麗·博斯和瑪麗·維戈羅被捕，這讓警方意識到巴黎存在一個從事投毒的算命師。
1679年3月12日，拉·瓦森在聽完彌撒後與凱瑟琳·特里亞農會面之前，在聖母領報教堂外被捕。1679年4月，一個被任命調查這一問題並起訴罪犯的委員會首次召開會議。其訴訟程序，包括一些在官方記錄中被隱瞞的訴訟程序，均保存在一位官方法庭記錄員加加布里埃爾·尼古拉斯·德·拉·雷尼的筆記中。

### 調查和審判
在拉·瓦森被捕時，她的女僕瑪格特表示，這次逮捕將意味著社會各階層許多人的終結。拉·瓦森被關在萬塞訥並在那裡接受審問。1679年12月27日，路易十四發布命令，無論階級、性別或年齡，都應以一切方式消滅整個人脈。拉·瓦森被捕後，她的女兒瑪格麗特·蒙瓦森、吉布爾、勒薩奇、貝特朗、羅馬尼以及她的其他同夥也被捕了。
拉·瓦森從未遭受酷刑：儘管發布允許使用酷刑的正式命令，但明確表示該命令不會生效，因此該命令從未被使用過。原因被認為是擔心如果她受到酷刑審訊，她可能會洩露有影響力的人物的名字。然而，據報道，審訊者意識到她酗酒，並沒有限制她飲酒，而是在審訊期間讓她處於醉酒狀態。她與其他被告的對抗，特別是與亞當·勒薩奇和瑪麗·博斯的對抗，特別有效。最初，她聲稱已將所有希望購買毒藥的客戶推薦給瑪麗·博斯。然而，3月，她將瑪格麗特·勒費隆和弗朗索瓦·德·德勒列為客戶，10月10日，她承認曾向幾名宮廷成員出售毒藥和魔法服務；她也講述了自己職業生涯的發展。
拉·瓦森否認曾與蒙特斯龐會面或服務。她確實承認“巴黎到處都是這種事情，有無數的人從事這種邪惡的交易”，但拒絕提及更多的客戶，也沒有提及曾經安排或參與過黑彌撒。她曾向侍衛提到，她最害怕的問題是他們會詢問她造訪宮廷的事。她很可能指的是蒙特斯龐是她的委託人以及她謀殺國王的企圖，並且她擔心這樣的坦白會導致她因弒君罪而被處決。她的客戶名單、黑彌撒的安排、她與蒙特斯龐的關係以及對國王的謀殺未遂直到她死後才被揭露，當時由她的女兒陳述並得到她以前同事的證詞證實。
她也否認有關使用熔爐焚燒流產嬰兒骨頭的說法，這些嬰兒的骨頭對於她花園的墓地來說太大了。她還反駁稱，她沒有使用任何毒藥，並且她擁有的瀉藥僅供個人或家人使用。她否認的另一項指控包括將裝有致命液體的注射器注射到孕婦體內“排空”，之後流產的胎兒隨後以同樣的方式埋葬在花園墳墓中。

### 審判與執行
1680年2月17日，拉·瓦森受審被判犯巫術罪，兩天後被處以火刑。從判決後到執行死刑的幾天裡，她受到正式的酷刑審訊，官方文件稱她受到的酷刑足以求饒。然而，雖然頒發正式的酷刑許可證，但警方被告知不得使用該許可證，加布里埃爾·尼古拉斯·德·拉·雷尼表示，拉·瓦森實際上從未遭受過酷刑。塞維涅夫人在拉·瓦森被處決前不久對她進行了觀察，她形容她行動自如，看起來很健康，以至於她似乎不可能遭受酷刑。這些最後的審訊並沒有透露任何新內容。
1680年2月22日，拉·瓦森在巴黎格列夫廣場被公開處決，被綁在木樁上的她絕望地推開堆在她周圍的乾草。
7月，她的女兒瑪格麗特·蒙瓦森透露了她與蒙特斯潘的關係，其他被告的陳述也證實這一點。這導致君主最終結束調查，封存證詞，並透過將其餘被告置於公共司法系統之外，將他們以密信入獄。

## 媒體描述

### 電影
- 薇薇安·羅曼斯（英语：Viviane Romance）在1955年的電影投毒事件中飾演拉·瓦森[8]。
- 阿內夢尼在1997年的電影路易十四的情婦中飾演拉·瓦森。
- 蘇珊·克萊門特（英语：Suzanne Clément）在2017年電視劇凡爾賽宮中飾演拉·瓦森。

### 文獻
拉·瓦森和她的組織已在多部文學作品中被描述:
- W.布蘭奇·約翰遜（W.Branch Johnson）：「《砒霜時代》（The Age Of Arsenic）。講述了凱瑟琳·蒙瓦森的生活、審判和處決，以及她的卑鄙同夥和輕信的高低程度的客戶：以及他們在毒藥、墮胎、黑彌撒中的各種交易的關係，以及有關時代各種禮儀和習慣的其他細節，但很少有道德說教：整體包括路易十四國王統治時期的一個奇怪而重大的法國插曲」（1932）。
- 安妮·賴斯（Anne Rice）的小說《吸血鬼萊斯特》（The Vampire Lestat）中也提到了她。
- 布拉德·史蒂格Brad Stieger）:《催眠師》（The Hypnotist）(1979)
- 朱迪絲‧默克爾‧萊利（英语：Judith Merkle Riley）:《預言玻璃》（The Oracle Glass）(1994)
- 安妮和塞爾吉·戈隆（Anne en Serge Golon）:《在科寧的安吉麗克》（Angélique en de koning）
- 謝爾比·馬胡林（英语：Shelby Mahurin）: 《蛇與鴿子》（Serpent & Dove）
- 丹妮爾·L·詹森（英语：Danielle L. Jensen）: 《隱藏的女獵手》（Hidden Huntress）
- 艾迪·索利（Addie Thorley）: 《投毒事件》（An Affair of Poisons）
- 拉娜·波波維奇（Lana Popovic）：《毒藥女祭司》（Poison Priestess）

### 漫畫
穿越時空的魔女（日語：ボアザン，Boazan)，由高遠壘（高遠 るい）創作，主角名為波亞森（ボアザン）的魔女。
魔女大戰 32名異能魔女交戰廝殺（河本焰、塩塚誠）中作為魔女登場。

### 音樂
比利時黑金屬樂團Enthroned使用La Voisin作為2002年專輯Carnage in Worlds Beyond中歌曲「Graced by Evil Blood」的基礎。

## 其他參閱
- 朱莉婭·托法納（英语：Giulia Tofana），另一位女性投毒者，義大利，僅比拉·瓦森早十年
- 吉羅尼瑪·斯帕納（英语：Gironima Spana），女性投毒者人脈的另一位女經理，她是另一起投毒事件“斯帕納檢方（英语：Spana Prosecution）”的核心人物。
- 瑪麗安妮·德·拉·維爾（英语：Marie-Anne de La Ville），1702年10月，此人因創建一個與拉·瓦森類似的新組織而被捕，但由於投毒事件，她和她的同事從未受審，而是未經審判就以密信入獄。
- 瑪麗約瑟夫·科里沃（英语：Marie-Josephte Corriveau）是一名加拿大婦女，於 1763年被判犯謀殺罪，後來獲得了一個傳聞，並將其與拉·瓦森進行比較。
- 法國連續殺人魔名單（英语：List of French serial killers）

### 來源
- Chisholm, Hugh (编). .  (第11版). London: Cambridge University Press. 1911.
- Anne Somerset – 毒藥事件：路易十四宮廷的謀殺、殺嬰和撒旦崇拜 (St. Martin's Press (2003) ISBN 0-312-33017-0)
- 吉布爾和拉瓦森巴士底獄審判記錄摘錄（法文和英文翻譯） （页面存档备份，存于）
- 弗朗茨馮克-布倫塔諾：王子與投毒者或路易十四宮廷的研究 （页面存档备份，存于）
- H·諾埃爾·威廉斯：蒙特斯龐夫人和路易十四 （页面存档备份，存于）
- Duramy, Benedetta Faedi. "17 世紀法國的婦女與毒藥" Chicago-Kent Law Review vol. 87, no. 2 (2012)